# Volare (entreprise)
Pour les articles homonymes, voir Volare (homonymie).
Volare est une entreprise brésilienne de unité commerciale détenue par Marcopolo SA. Volare est le principal fabricant de bus du Brésil.
Avec la fabrication à Caxias do Sul, RS, Brésil, ligne de produits Volare est né en 1998, la demande du marché pour un véhicule rapide, sûr, économique et confortable dans le transport collectif.
Aujourd'hui, Volare propose la gamme de minibus la plus complète du marché national. Il existe neuf modèles de micro-bus: V6L, V8L, W6, W7, W8, W9, DW9, W-L et Access. Et un modèle de fourgon: Cinco. Tous disponibles dans les versions Limousine, Executivo, Fretamento, Urbano, Auto Escola et Escolarbus.